# يو إف سي 191
يو إف سي 191: جونسون ضد دودسون 2 (بالإنجليزية: UFC 191: Johnson vs. Dodson 2)‏ هو حدث لفنون القتال المختلطة نظمته يو إف سي، أُقيم في 5 سبتمبر 2015، على إم جي إم جراند جاردن أرينا في لاس فيغاس، نيفادا، الولايات المتحدة.